# Calathea bellula
Calathea bellula är en strimbladsväxtart som beskrevs av Jean Jules Linden. Calathea bellula ingår i släktet Calathea och familjen strimbladsväxter. Inga underarter finns listade.